# معهد ج كريغ فنتر

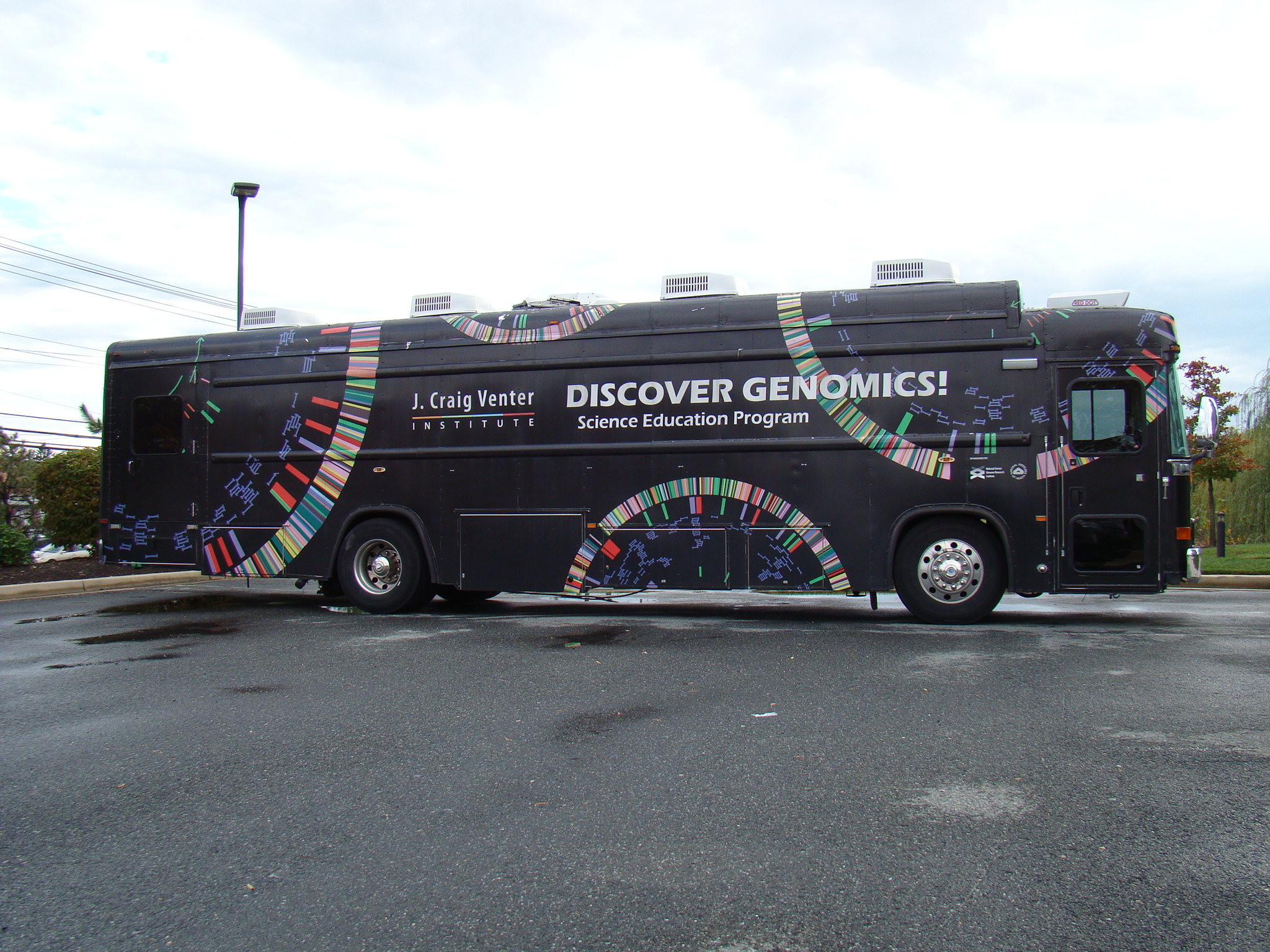
حافلة التعليمية قرب معهد ج كريغ فنتر في روكفيل، بولاية ماريلاند

معهد ج كريغ فنتر هو مؤسسة غير ربحية وهو معهد بحوث علم الجينوم الذي أسسه الدكتور كريغ فنتر، في أكتوبر 2006. وكان المعهد نتيجة لتوحيد أربع منظمات: المركز من أجل النهوض علم الجينوم، ومعهد لبحوث الجينوم (TIGR)، ومعهد بدائل الطاقة البيولوجية، ومركز تكنولوجيا كريغ فنتر J. مؤسسة للعلوم المشتركة. لديها مرافق في روكفيل بولاية ماريلاند ولا جولا، كاليفورنيا.